# スカイレンジャー35
スカイレンジャー35（Skyranger 35）はラインメタル・エア・ディフェンス（元エリコン）が開発した短距離防空砲塔。

## 設計
スカイシールド防空システムの移動可能バージョンで、35/1000リボルバーカノンをベースにした35mmリボルバーカノンを装備した砲塔をもとにしている。85度までの仰角と、全周360度の回転をすることができる。無人砲塔は4.25トンの重量があり、車内の2名のオペレーターによって操作される。砲はエアバースト弾のAHEAD弾の発射に最適化されており、この砲弾は標的のすぐ前方で多数の子弾を放出することによって従来の脅威だけではなく、UAVなどの低空、低速、小型の脅威に対応し、C-RAM任務を遂行することができる。
この砲は、単射で毎分200発の速射と、毎分1000発の連射を行うことができる、4,000mの有効射程を有している。スカイレンジャー35の車両には、30kmまでの範囲のXバンドまたはKuバンドの追跡レーダーと、レーザー距離計と自動ターゲット追跡機能を備えたEO/IRカメラで構成される統合センサースイートが搭載されている。砲塔には252発の砲弾が搭載される。この砲塔は様々な装輪および装軌車両に搭載することができる。プロトタイプはピラーニャ IIIH、ピラーニャ IV、ボクサー 8x8 装甲兵員輸送車およびレオパルト2戦車の車台に搭載された。
2021年に、30mm砲と短距離地対空ミサイルを装備したより軽量バージョンのスカイレンジャー30が発表された。
2023年9月、砲塔が再設計され、エリコンAMMRアクティブ電子走査アレイ捜索レーダーが搭載されたスカイレンジャー35システムの新バージョンが導入された。このSバンドレーダーの探知距離は、小型無人機で5km、戦闘機サイズで20kmである。
ウクライナ軍が使用するレオパルト1プラットフォームにスカイレンジャー35を統合することも計画されている。このバージョンは2024年9月18日の実弾演習でデモンストレーションされた。これらの防空車両のうち10台が2024年末までにウクライナに輸送される予定となっている。